# Kalix HC
Kalix HC är en ishockeyklubb från Kalix i Norrbottens län bildad som Kalix UHC 1999. Klubben bildades då den förra föreningen Kalix HF var konkurshotad och snart skulle vara tvungen att lägga ner. Att Kalix skulle bli utan ungdomshockey var någonting som vissa föräldrar inte kunde acceptera. De samlade ihop en grupp och bildade tillsammans Kalix ungdomshockeyclub. Ordförande blev Per-Arne Morin. Eftersom man även spelade seniorhockey så tog man bort U:et 2015. Matcherna spelar man i PART Arena som har en kapacitet på 2400 åskådare.

## Senaste säsonger
| Säsong    | Division           | Placering | Vårserie                       | Kval/Playoff                                    |
| Kalix UHC | Kalix UHC          | Kalix UHC | Kalix UHC                      | Kalix UHC                                       |
| --------- | ------------------ | --------- | ------------------------------ | ----------------------------------------------- |
| 2004/2005 | Division 2 Norra A | 3         |                                | [ 3 ]                                           |
| 2005/2006 | Division 2 Norra A | 8         |                                | [ 4 ]                                           |
| 2006/2007 | Division 2 Norra A | 5         |                                | [ 5 ]                                           |
| 2007/2008 | Division 2 Norra A | 3         | 2:a i Division 2 Norra A top 6 | [ 6 ]                                           |
| 2008/2009 | Division 1A        | 7         | 3:a i fortsättningsserien      |                                                 |
| 2009/2010 | Division 1A        | 6         | 2:a i fortsättningsserien      |                                                 |
| 2010/2011 | Division 1A        | 7         | 5:a i fortsättningsserien      | 1:a i Kvalserie A till division 1               |
| 2011/2012 | Division 1A        | 7         | 4:a i fortsättningsserien      | 1:a i Kvalserie A till division 1               |
| 2012/2013 | Division 1A        | 5         | 2:a i fortsättningsserien      | 1:a i Kvalserie A till division 1               |
| 2013/2014 | Division 1 Norra   | 6         |                                | Playoff: Utslagna av Kiruna IF                  |
| 2014/2015 | Hockeyettan Norra  | 2         | 6:a i Allettan Norra           |                                                 |
| Kalix HC  |                    |           |                                |                                                 |
| 2015/2016 | Hockeyettan Norra  | 4         | 7:a i Allettan Norra           |                                                 |
| 2016/2017 | Hockeyettan Norra  | 5         | 8:a i Allettan Norra           | Playoff: Utslagna av Nybro Vikings              |
| 2017/2018 | Hockeyettan Norra  | 3         | 7:a i Allettan Norra           | Playoff: Besegrar Hudiksvall, utslagna av Piteå |
| 2018/2019 | Hockeyettan Norra  | 2         | 7:a i Allettan Norra           | Playoff: Utslagna av Segeltorp                  |
| 2019/2020 | Hockeyettan Norra  | 7         | 2:a i Vårettan                 |                                                 |
| 2020/2021 | Hockeyettan Norra  | 5         | 7:a i Allettan Norra           | Slutspel: Besegrar Vännäs, utslagna av Boden    |
| 2021/2022 | Hockeyettan Norra  | 3         | 5:a i Allettan Norra           | Slutspel: Besegrar Piteå, utslagna av Östersund |
| 2022/2023 | Hockeyettan Norra  | 7         | 2:a i Allettan Norra           | Slutspel: Utslagna av Piteå                     |